# Rhizophagus sayi
Rhizophagus sayi es una especie de coleóptero de la familia Monotomidae.

## Distribución geográfica
Habita en Ontario y este y centro de Estados Unidos. Se lo encuentra en bosques caducos.